# Ruta Estatal de Nevada 573
La Ruta Estatal de Nevada 573, y abreviada SR 573 (en inglés: Nevada State Route 573) es una carretera estatal estadounidense ubicada en el estado de Nevada. La carretera inicia en el Oeste desde la I 11  , US 95   en Las Vegas hacia el Este en la SR 604     en Las Vegas. La carretera tiene una longitud de 3,6 km (2.260 mi).

## Mantenimiento
Al igual que las autopistas interestatales, y las rutas federales y el resto de carreteras estatales, la Ruta Estatal de Nevada 573 es administrada y mantenida por el Departamento de Transporte de Nevada por sus siglas en inglés Nevada DOT.

## Cruces
La Ruta Estatal de Nevada 573 es atravesada principalmente por la  SR 599  I 15  US 93 .